# Gauze
Gauze är japanska gruppen Dir en greys första fullängdsalbum. Det gavs ut i juli 1999.

## Låtlista
1. GAUZE ~Mode Of Adam~
2. Schwein No Isu
3. Yurameki
4. Raison d'etre
5. 304, Goushitsu, Hakushi no sakura
6. Cage
7. Mitsu to Tsuba
8. Mazohyst Of Decadence
9. Yokan
10. Mask
11. Zan
12. Akuro No Oka
13. GAUZE -Mode Of Eve-